# Submarino
Submarino er en dansk film fra 2010, instrueret af Thomas Vinterberg og produceret af Nimbus Film. Det er en filmatisering af romanen af samme navn fra 2007, skrevet af Jonas T. Bengtsson. Filmen er et socialrealistisk drama om to brødre, der mødes ved deres mors begravelse, og der mindes en voldsom begivenhed fra deres barndom, der har præget dem hver for sig siden.
Filmen blev tildelt Nordisk Råds Filmpris i 2010.

## Medvirkende
- Jakob Cedergren – Nick
- Peter Plaugborg – Nicks bror (navnet optræder ikke i filmen)
- Gustav Fischer Kjærulff – Martin, Nicks brors søn
- Morten Rose – Ivan
- Patricia Schumann – Sofie
- Helene Reingaard Neumann – Mona
- Dar Salim – Goran
- Kate Kjølby – Ana
- Lisbeth Holm-Pedersen – Sagsbehandler

## Eksterne Henvisninger
- Submarino på Internet Movie Database (engelsk)
- Submarino på Filmdatabasen
- Submarino på danskefilm.dk
- Submarino på danskfilmogtv.dk
- Submarino på Scope
- Submarino i Svensk Filmdatabas (svensk)
- Submarino på AlloCiné (fransk)
- Submarino på MovieMeter (nederlandsk)
- Submarino på AllMovie (engelsk)
- Submarino på Turner Classic Movies (engelsk)